# 9e division d'infanterie (États-Unis)
Pour les articles homonymes, voir 9e division.
La  9e division d'infanterie est une des divisions d'infanterie de l'armée de terre des États-Unis (United States Army).

## Création et différentes dénominations
- La 9e division a été créé au cours de la Première Guerre mondiale, mais jamais été envoyée en Europe.

## Historique

### Première Guerre mondiale
La 9e division a été créée au cours de la Première Guerre mondiale, mais n’a pas été envoyée en Europe.
Elle a été démobilisée en 1919.

### Seconde Guerre mondiale
La 9e division d'infanterie a vu son premier combat, le 8 novembre 1942, lors de l'opération Torch lorsque ses éléments débarque à Alger, Safi, et Port Lyautey. Avec l'effondrement de la résistance française, le 11 novembre 1942, la division de patrouille le long de la frontière du Sahara Espagnol.
En février 1943, le 9e est renvoyé en Tunisie où elle est engagée dans des patrouilles et de petites actions défensives en particulier vers Tébessa lors de la Bataille de Kasserine. Le 28 mars 1943, il lance, dans le sud de la Tunisie, vers Gabès, une attaque puis atteint Bizerte le 7 mai.
En juin 1943, la 9e prend part à l'opération Husky, débarque à Palerme, et capture de Randazzo et Messine. La division est ensuite dirigée sur l'Angleterre où elle suit une formation poussée.
Le 10 juin 1944, la 9e DIUS débarque à Utah Beach (jour J + 4) avec mission de couper la péninsule du Cotentin (ce qu'elle fait le 18 juin à Barneville-Carteret), puis de pousser sur Cherbourg et de prendre la ville
Après un bref repos, l'unité est engagée, en juillet 1944, dans les combats autour de Saint-Lô et en aout participe aux combats de la Poche de Falaise, puis poursuit les troupes allemandes échappées de la poche en direction de l'est.
Le 28 août la 9e DIUS franchit la Marne, traverse Sarrelouis, puis tient des positions défensives de Montjoie à Losheim en novembre-décembre 1944 avant de se déplacer vers le nord à Bergrath, puis de lancer, le 10 décembre, une attaque en direction de la Roer, tout en tenant Echtz et Schlich.
De la mi-décembre à janvier 1945, lors de l'offensive des Ardennes, la division tient des positions défensives de Kalterherberg à Elsenborn.
Le 30 janvier 1945 la division partant de Monschau traverse la Roer arrive sur le Rhin, à Remagen, le 7 mars. Après avoir pris et installé une tête de pont, la 9e DIUS franchit le pont de Remagen, vient fermer la poche de la Ruhr, avant de parcourir, à partir du 14 avril 1945, 240 km vers l'est atteignant Nordhausen et attaque les troupes allemandes dans les montagnes du Harz, jusqu'au 20 avril. Le 21 avril, la division rejoint la 3e DBUS le long de la rivière Mulde, près de Dessau, et tient cette ligne jusqu'au Jour de la Victoire.

#### Composition
- 39th Infantry Regiment
- 47th Infantry Regiment
- 60th Infantry Regiment
- 9th Reconnaissance Troop (Mechanized)
- 26th Field Artillery Battalion (105 mm Howitzer)
- 34th Field Artillery Battalion (155 mm Howitzer)
- 60th Field Artillery Battalion (105 mm Howitzer)
- 84th Field Artillery Battalion (105 mm Howitzer)

## Théâtres d'opérations
- Seconde Guerre mondiale
  - Opération Torch
  - Campagne de Tunisie
  - Opération Husky
  - Débarquement de Normandie
  - Bataille des Ardennes
  - Pont de Remagen